# Wolfpriset i konst
Wolfpriset i konst är ett av de sex Wolfprisen och har delats ut årligen sedan 1981. De andra Wolfpriserna är:
- Wolfpriset i kemi
- Wolfpriset i fysik
- Wolfpriset i matematik
- Wolfpriset i medicin
- Wolfpriset i jordbruksvetenskap

Priset består av ett diplom och 100 000 dollar. Det alternerar mellan de fyra kategorierna målning, musik, arkitektur och skulptur

## Pristagare
| År        | Kategori        | Namn                                         | Nationalitet               |
| --------- | --------------- | -------------------------------------------- | -------------------------- |
| 1981      | Målning         | Marc Chagall Antoni Tàpies                   | Frankrike Spanien          |
| 1982      | Musik           | Vladimir Horowitz Olivier Messiaen Josef Tal | USA Frankrike Israel       |
| 1983/1984 | Arkitektur      | Ralph Erskine                                | Sverige                    |
| 1984/1985 | Skulptur        | Eduardo Chillida                             | Spanien                    |
| 1986      | Målning         | Jasper Johns                                 | USA                        |
| 1987      | Musik           | Isaac Stern Krzysztof Penderecki             | USA Polen                  |
| 1988      | Arkitektur      | Fumihiko Maki Giancarlo De Carlo             | Japan; Italien             |
| 1989      | Skulptur        | Claes Oldenburg                              | Sverige USA                |
| 1990      | Målning         | Anselm Kiefer                                | Tyskland                   |
| 1991      | Musik           | Yehudi Menuhin Luciano Berio                 | Storbritannien Italien     |
| 1992      | Arkitektur      | Frank Gehry Jørn Utzon Denys Lasdun          | USA Danmark Storbritannien |
| 1993      | Målning         | Bruce Nauman                                 | USA                        |
| 1994/1995 | Målning         | Gerhard Richter                              | Tyskland                   |
| 1995/1996 | Musik           | Zubin Mehta György Ligeti                    | Indien Österrike           |
| 1996/1997 | Arkitektur      | Frei Otto Aldo van Eyck                      | Tyskland Nederländerna     |
| 1998      | Skulptur        | James Turrell                                | USA                        |
| 1999      | Pris ej utdelat | Pris ej utdelat                              | Pris ej utdelat            |
| 2000      | Musik           | Pierre Boulez Riccardo Muti                  | Frankrike Italien          |
| 2001      | Arkitektur      | Álvaro Siza                                  | Spanien                    |
| 2002      | Pris ej utdelat | Pris ej utdelat                              | Pris ej utdelat            |
| 2002/2003 | Skulptur        | Louise Bourgeois                             | USA                        |
| 2004      | Musik           | Mstislav Rostropovitj Daniel Barenboim       | Ryssland Israel            |
| 2005      | Arkitektur      | Jean Nouvel                                  | Frankrike                  |
| 2006      | Pris ej utdelat | Pris ej utdelat                              | Pris ej utdelat            |
| 2006/2007 | Målning         | Michelangelo Pistoletti                      | Italien                    |
| 2008      | Musik           | Giya Kancheli Claudio Abbado                 | Georgien Italien           |
| 2010      | Arkitektur      | David Chipperfield Peter Eisenman            | Storbritannien USA         |
| 2011      | Skulptur        | Rosemarie Trockel                            | Tyskland                   |
| 2012      | Musik           | Plácido Domingo Simon Rattle                 | Spanien Storbritannien     |
| 2013      | Arkitektur      | Eduardo Souto de Moura                       | Portugal                   |
| 2014      | Skulptur        | Olafur Eliasson                              | Danmark                    |
| 2015      | Musik           | Jessye Norman Murray Perahia                 | USA Israel USA             |
| 2016      | Arkitektur      | Phyllis Lambert                              | Kanada                     |
| 2017      | Måleri/Skulptur | Laurie Anderson Lawrence Weiner              | USA                        |
| 2018      | Musik           | Paul McCartney Ádám Fischer                  | Storbritannien Ungern      |
| 2019      | Arkitektur      | Moshe Safdie                                 | Israel                     |
| 2020      | Måleri/Skulptur | Cindy Sherman                                | USA                        |
| 2021      | Musik           | Stevie Wonder Olga Neuwirth                  | USA Österrike              |